# Belenois creona
Belenois creona är en fjärilsart som först beskrevs av Pieter Cramer 1776.  Belenois creona ingår i släktet Belenois och familjen vitfjärilar. Inga underarter finns listade i Catalogue of Life.

## Bildgalleri

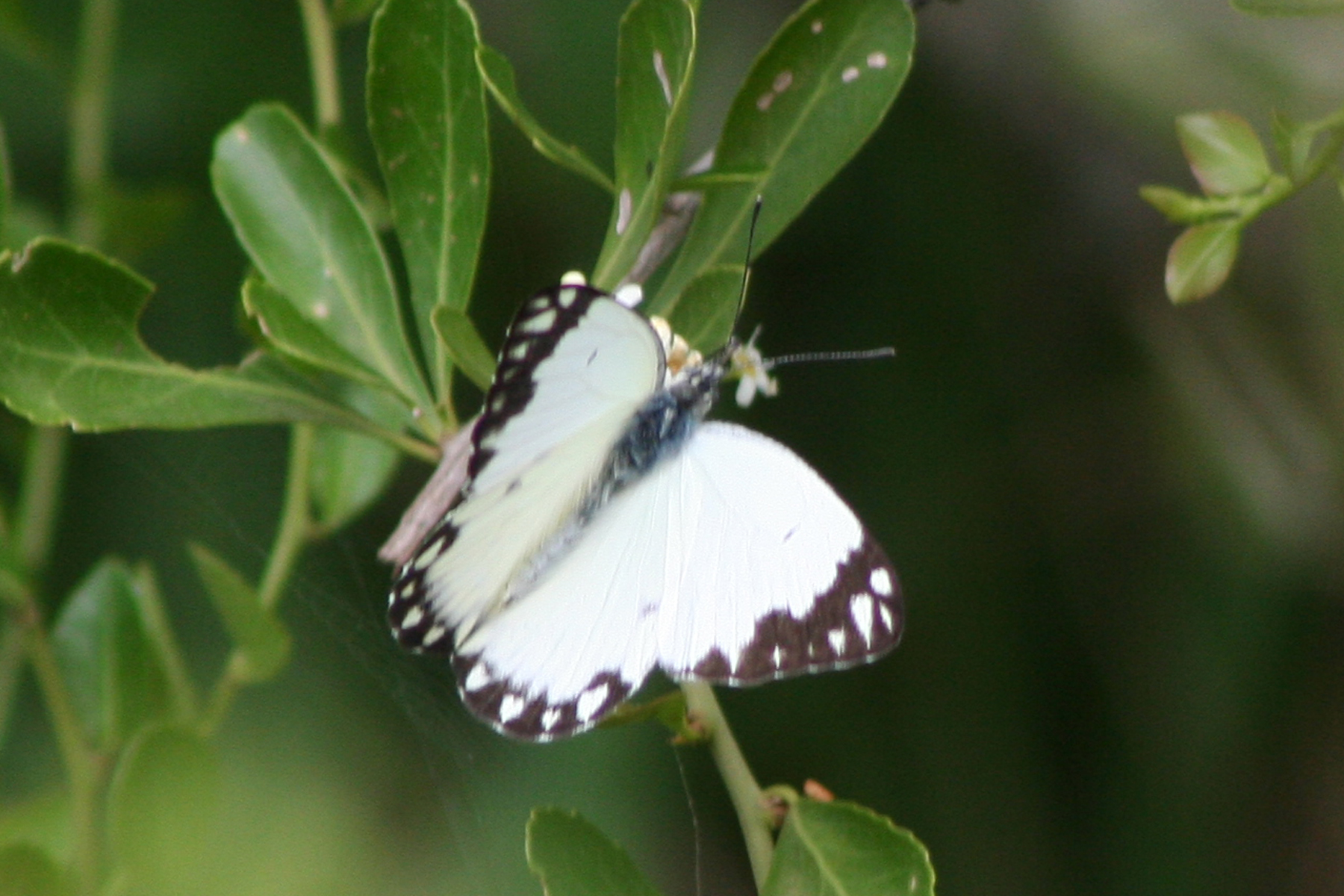
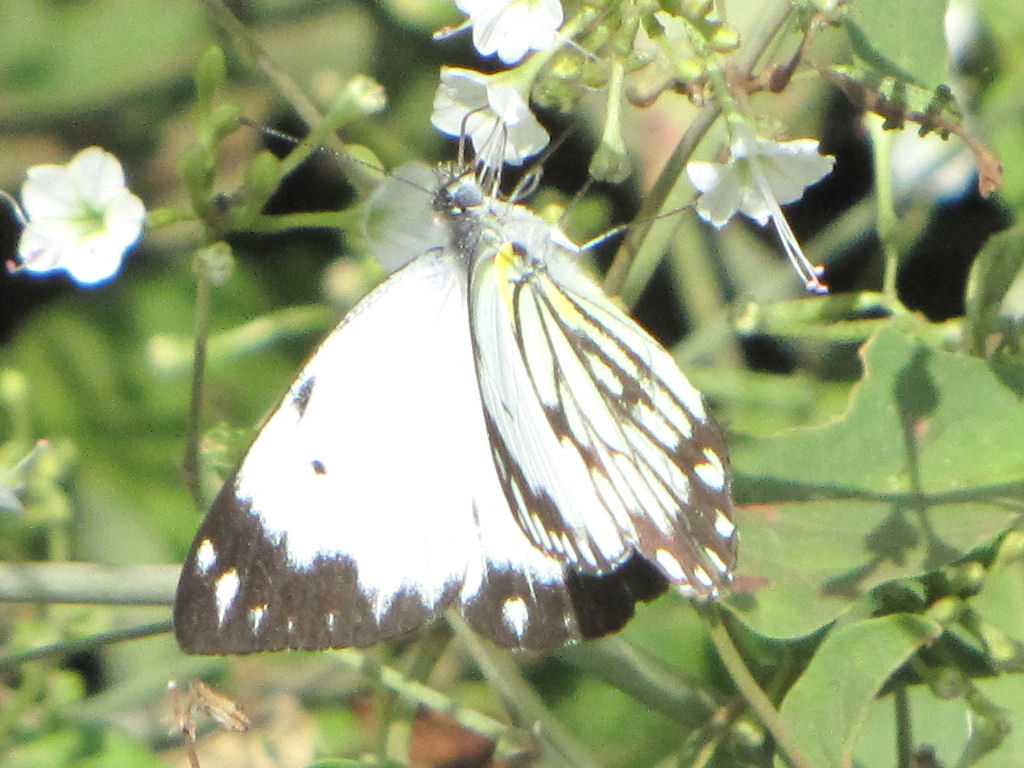